# داون‌تاون رکوردز
داون‌تاون رکوردز (انگلیسی: Downtown Records) یک ناشر موسیقی آمریکایی پایه‌گذاری شده در نیویورک با دفترهایی در لس آنجلس است که از سال ۲۰۰۶ آغاز به کار کرد.